# 457303 Daina
457303 Daina è un asteroide della fascia principale. Scoperto nel 2008, presenta un'orbita caratterizzata da un semiasse maggiore pari a 2,236073 UA e da un'eccentricità di 0,228700, inclinata di 2,976525° rispetto all'eclittica.
Daina in lituano significa canzone. La Lituania è famosa per le sue canzoni popolari tradizionali. Questa parola è usata anche per indicare un nome femminile lituano.